# Rast (revija)
Rast je slovenska revija za literaturo, kulturo in družbena vprašanja. Izhaja od leta 1990 in je naslednica trebanjske Samorastniške besede. Izhaja vsake tri mesece, njen odgovorni urednik je Mitja Ličen.
Njena izdajateljica je Mestna občina Novo mesto, ki je leta 2015 dodelila revijo v začasno izdajateljstvo Založbi Goga, in sicer do leta 2020. Vsaka številka revije je zasnovana tematsko.